# Karoline Dyhre Breivang
Karoline Dyhre Breivang (ur. 10 maja 1980 roku w Oslo) – norweska piłkarka ręczna, reprezentantka kraju. Gra na pozycji lewej środkowej rozgrywającej. Rekordzistka pod względem liczby występów w reprezentacji Norwegii. Obecnie występuje w norweskim Larvik HK. Czterokrotna mistrzyni Europy 2004, 2006, 2008 i 2010. Mistrzyni świata 2011.
Podczas Igrzysk Olimpijskich 2008 w Pekinie zdobyła mistrzostwo olimpijskie.

## Sukcesy reprezentacyjne
- Igrzyska Olimpijskie:
  -  2008, 2012
- Mistrzostwa Świata:
  -  2011
  -  2007
  -  2009
- Mistrzostwa Europy:
  -  2004, 2006, 2008, 2010, 2014
  -  2012

## Sukcesy klubowe
- Mistrzostwa Norwegii:
  -  2006, 2007, 2008, 2009, 2010, 2011, 2012, 2013, 2014, 2015, 2016, 2017
- Puchar Norwegii:
  -  2006, 2007, 2009, 2010, 2011, 2012, 2013, 2014, 2015, 2016, 2017
- Liga Mistrzyń:
  -  2011
  -  2013, 2015
- Puchar Zdobywców Pucharów:
  -  2008
  -  2009